# Jan Augustynowicz (żołnierz)
Jan Augustynowicz, ps. „Władek” (ur. 10 grudnia 1919, zm. 23 czerwca 1942 w Inowrocławiu) – harcerz, żołnierz Wojska Polskiego, działacz antyniemiecki, komendant Związku Walki Zbrojnej Obwodu Konin, ofiara zbrodni niemieckiej.

## Życiorys
Ukończył gimnazjum w Koninie zdając maturę w 1938 roku (chodził do tej samej klasy co Kazimierz Błaszak). W tym samym roku odbył kurs podchorążych w 25 Dywizji Piechoty w Szczypiornie, a następnie służbę w 29 Pułku Strzelców Kaniowskich. Był również członkiem Związku Harcerstwa Polskiego. Został zmobilizowany we wrześniu 1939 roku. Brał udział w bitwie pod Łęczycą (życie stracił wtedy jego kolega z klasy – Antoni Strzech), w Puszczy Kampinoskiej i w obronie Warszawy. Internowany, a następnie zwolniony w końcu września 1939 roku. Już w grudniu 1939 roku podjął działalność konspiracyjną w Komendzie Obrońców Polski, a następnie w ZWZ (będąc podległym Komendzie Okręgu ZWZ Łódź, a następnie Inspektoratowi Rejonowemu ZWZ Kalisz, pełnił obowiązki komendanta ZWZ Obwodu Konin). Był organizatorem dziesięciu sekcji organizacyjnych ZWZ. Współpracował z Narodową Organizacją Bojową w Poznaniu. Aresztowany przez Niemców w październiku 1941 roku. Po ciężkim śledztwie Jan Augustynowicz został zastrzelony 23 czerwca 1942 roku przy ogrodzeniu szpitala obozowego w Inowrocławiu.

## Upamiętnienie
Po 1989 roku jedna z ulic na Osiedlu Jana Zemełki w Koninie otrzymała imię Jana Augustynowicza.